# Teatro dei Marsi
Il teatro dei Marsi è il principale teatro di Avezzano (AQ), in Abruzzo. Inaugurato nel 2006 e intitolato al popolo italico dei Marsi, ha consentito alla città di dotarsi nuovamente di una struttura teatrale dopo la distruzione dello storico teatro Ruggeri in seguito al terremoto della Marsica del 1915. 

## Storia

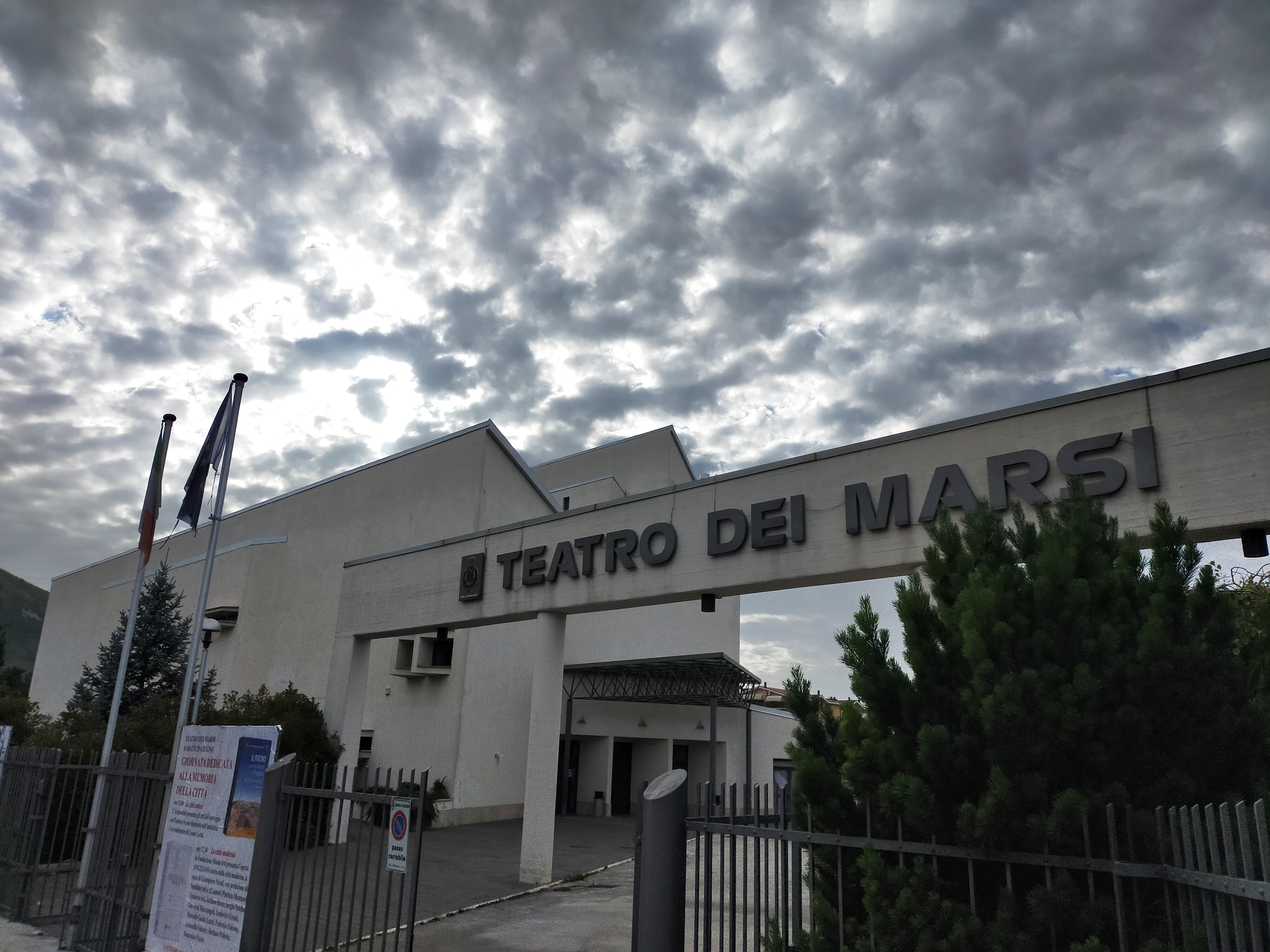
Esterno del teatro

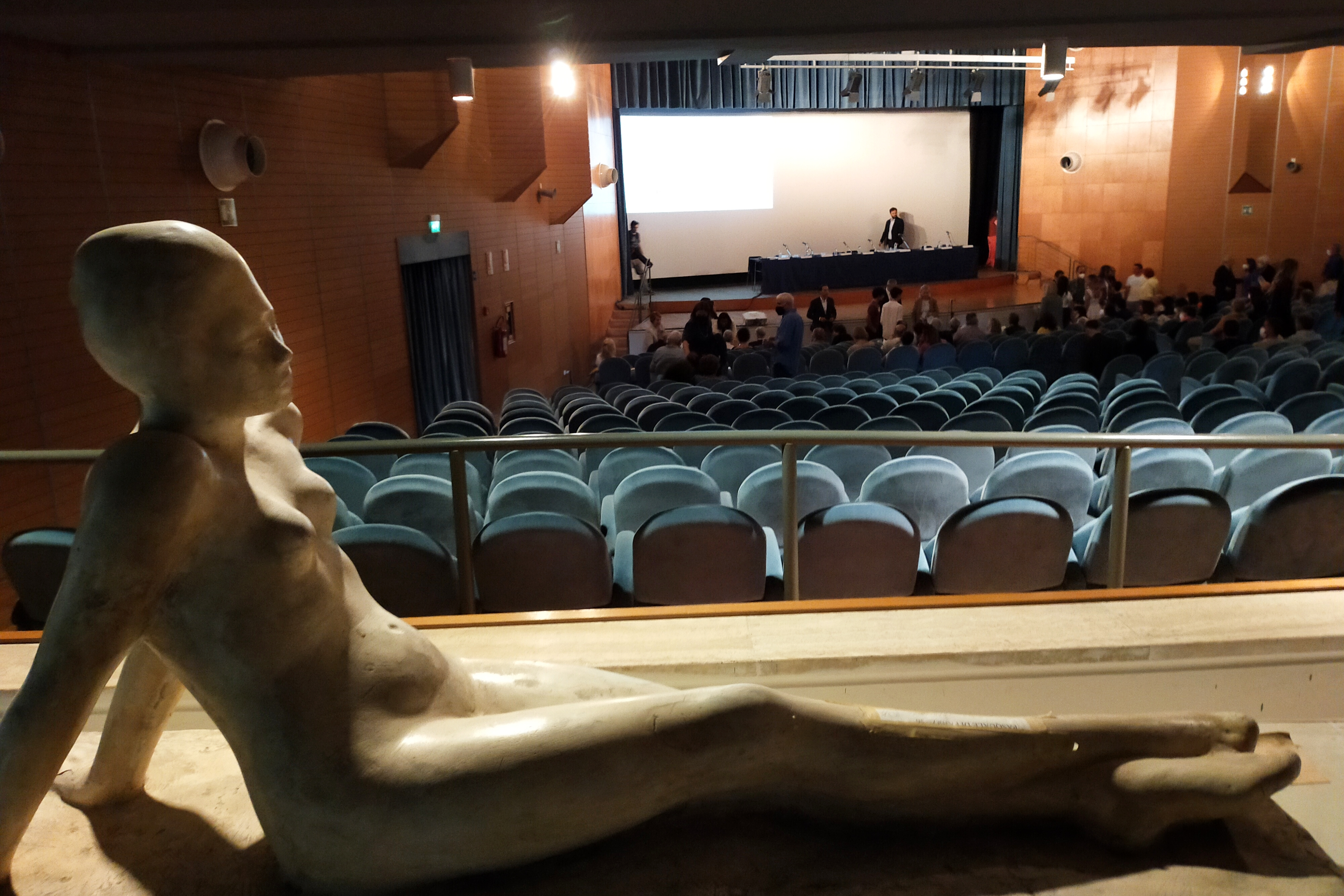
Scultura femminile (1956), opera di Pasquale Di Fabio

L'attività teatrale ad Avezzano si svolgeva nel XVI secolo nei sotterranei del castello Orsini-Colonna grazie agli spazi concessi da Marcantonio Colonna che tra il 1565 e il 1575 adeguò il maniero in una residenza fortificata. Nel 1880 con la chiusura del vecchio teatro e la crescita demografica della città ebbe inizio la costruzione del palazzo Ruggeri, dal nome del proprietario dell'edificio l'ex sindaco Ferdinando Ruggeri, che ospitò il nuovo teatro. 
Dopo il terremoto che il 13 gennaio 1915 distrusse quasi completamente la città l'attività teatrale riprese inizialmente in una costruzione in legno denominata Cinema teatro Marsicano. Con la ricostruzione di Avezzano gli spettacoli di prosa, canto e musica si sono tenuti in altre strutture come il Teatro Margherita, realizzato negli anni venti in via del Littorio (strada successivamente intitolata a Camillo Corradini).
Nel 1922 la giunta guidata dal sindaco Ercole Nardelli deliberò la costruzione di un nuovo teatro. Il progetto originario prevedeva la distruzione di ciò che rimaneva del preesistente teatro Ruggeri situato in piazza Castello. L'iter che portò alla presentazione del progetto risale solo al 1935, subì infatti notevoli rallentamenti per problemi di natura burocratica legati alla pratica del finanziamento dell'opera. Nel 1968, dopo gli eventi bellici e una lunga fase di stallo, l'amministrazione comunale e il Genio civile ottennero il riconoscimento dei diritti vantati dal comune per il finanziamento del teatro precedentemente distrutto. 
Nel 1971 fu elaborato il nuovo progetto dall'architetto Furio Cruciani, qualche anno dopo ha avuto inizio la costruzione ex novo del teatro moderno con le dimensioni adeguate ad una città in espansione. 
La struttura è rimasta per diversi anni un'opera incompiuta di Avezzano, mentre dal 1994 nel restaurato castello Orsini-Colonna si è spostata nel frattempo l'attività teatrale. Il nuovo teatro, dopo una lunga fase progettuale e burocratica, è stato completato nel 2006 e inaugurato il 13 maggio dello stesso anno. È intitolato al popolo italico dei Marsi.
L'interesse dei cittadini di Avezzano per l'attività teatrale trova l'appoggio in alcune compagnie cittadine. Diverse sono anche le associazioni amatoriali e dialettali in attività. Sono presenti nel territorio anche associazioni corali che spaziano dalla musica sacra alla polifonica ed altre organizzazioni culturali che si occupano di valorizzare tutti i generi musicali.
Il 6 luglio 2019 si è svolta nel teatro dei Marsi la cerimonia ufficiale conclusiva del 750º anniversario della battaglia di Tagliacozzo tra Carlo I d'Angiò e Corradino di Svevia, alla presenza del presidente della Repubblica Sergio Mattarella e delle autorità istituzionali, civili e religiose della Marsica e dell'Abruzzo.

## Descrizione
L'opera progettata in forme lineari da Furio Cruciani fu affiancata alla sede dell'agenzia per promozione culturale, realizzata qualche anno prima nel 1970 dall'architetto Paolo Portoghesi insieme all'ingegnere Vittorio Gigliotti con un profilo opposto. Le caratteristiche tecniche favoriscono una diffusione sonora senza difetti, ideale sia per la prosa sia per i concerti e le opere liriche. La sala è di forma rettangolare dotata di un'ampia platea e contrapposta ad una galleria larga e bassa. Il foyer è disposto su due piani, quello inferiore e quello superiore. Il palco sovrastato dalla torre scenica presenta un proscenio dotato della fossa. I rivestimenti interni sono in parquet. Alcune sculture e opere della pinacoteca d'arte moderna come il Bucranio di Pino Pascali, la Dormiente di Giuseppe Bellei e la scultura femminile del 1956 realizzata da Pasquale Di Fabio sono ospitate nel foyer inferiore e in platea.